# 1319.
◄ | 13. stoljeće | 14. stoljeće | 15. stoljeće | ►
◄ | 1280-ih | 1290-ih | 1300-ih | 1310-ih | 1320-ih | 1330-ih | 1340-ih | ►
◄◄ | ◄ | 1316. | 1317. | 1318. | 1319. | 1320. | 1321. | 1322. | ► | ►►
Arhitektura • Astronomija • Glazba • Knjige • Književnost • Kršćanstvo • Medicina • Pravo • Promet • Slikarstvo • Znanost

## Događaji
- Karlo I. Robert osvojio Beograd, koji do 1521. uglavnom ostaje u vlasti ugarsko-hrvatskih vladara.
- Šibenčani se pobunili protiv Mladena II. Šubića i zatražili pomoć Mlečana. Nakon borbi izabiru za svog načelnika Budislava Kurjakovića.

## Vanjske poveznice
|  | Zajednički poslužitelj ima još gradiva o temi 1319. |